# Pomniki w Koszalinie

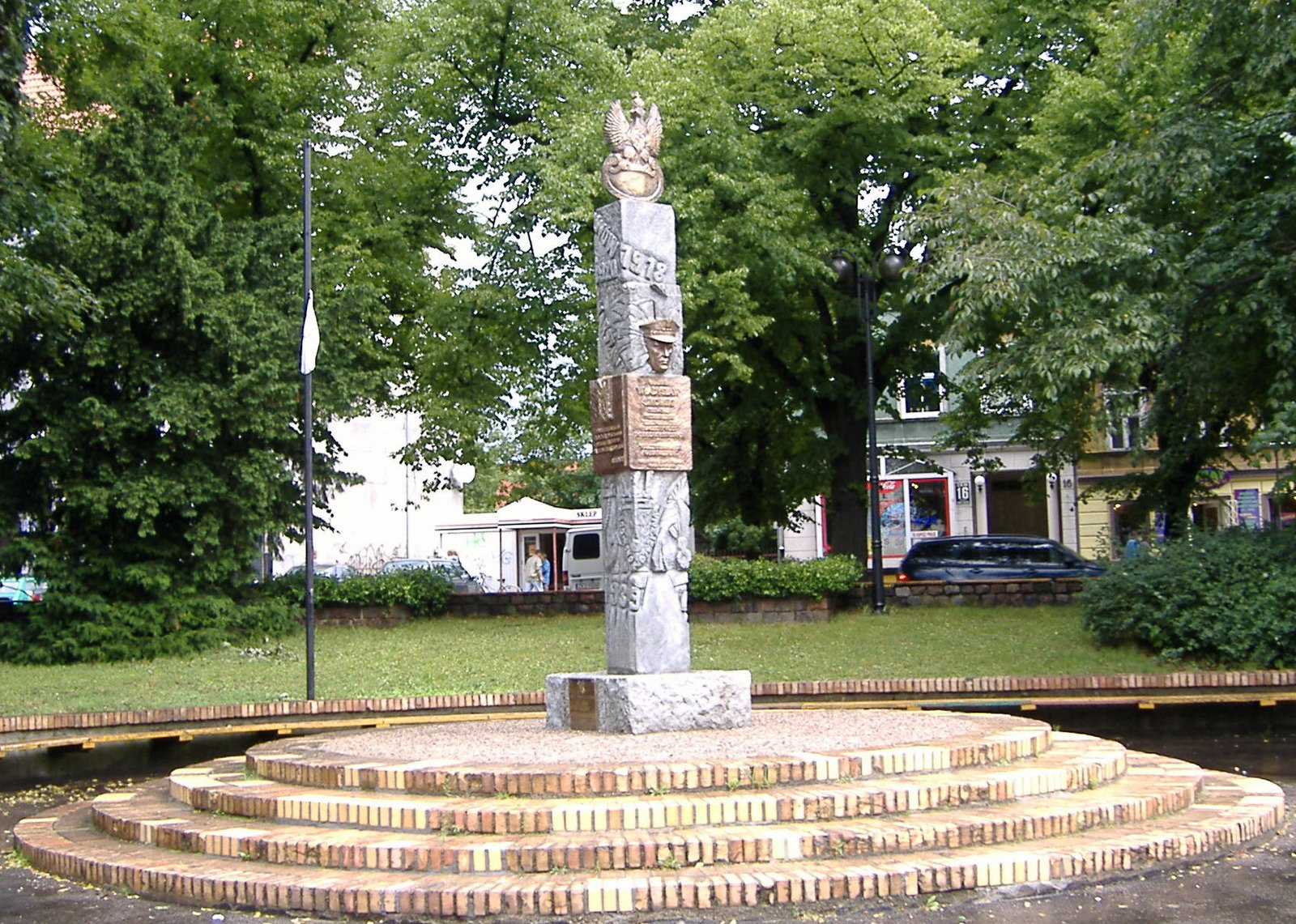
Pomnik gen. Wł. Sikorskiego

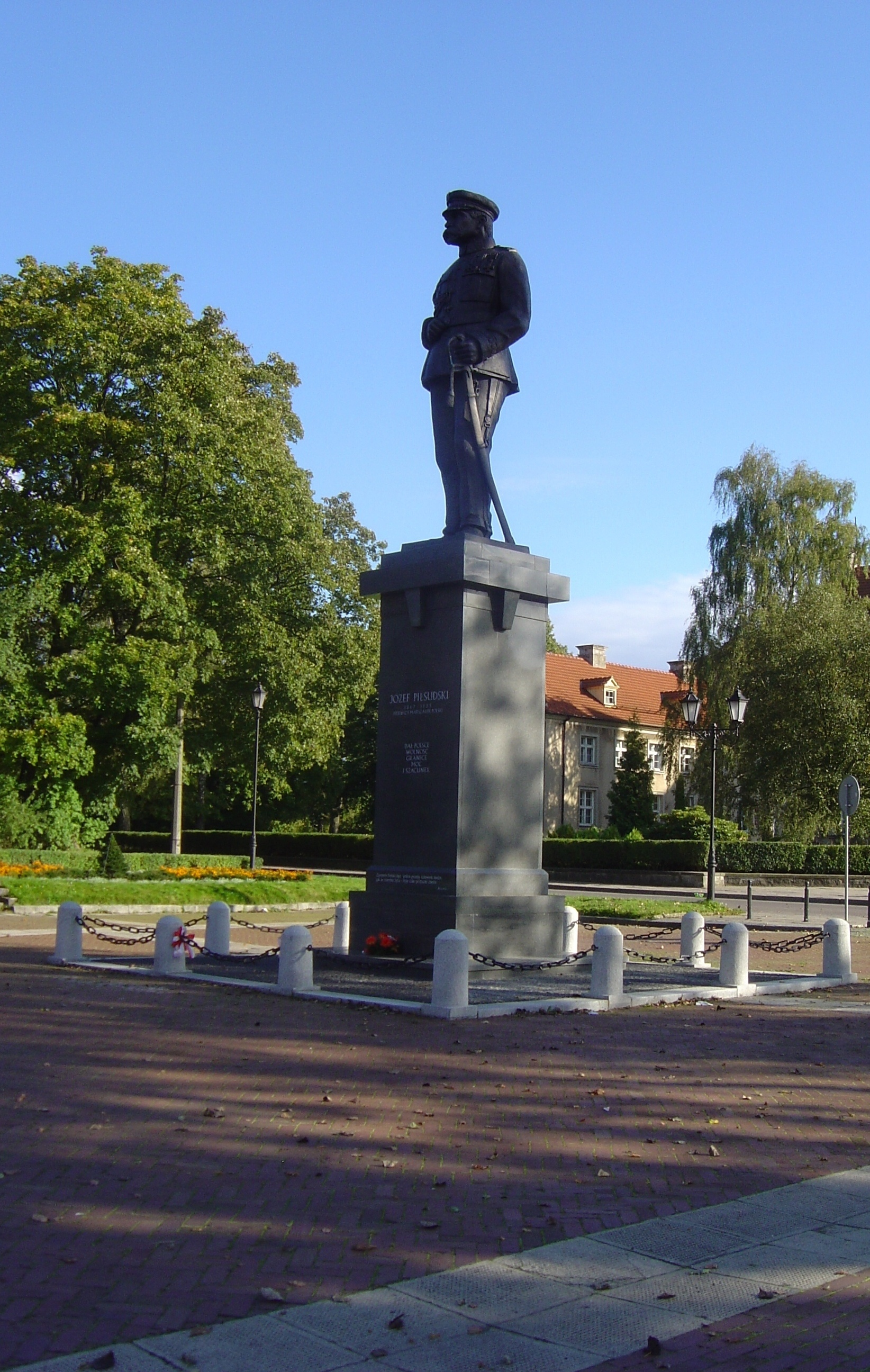
Pomnik Józefa Piłsudskiego

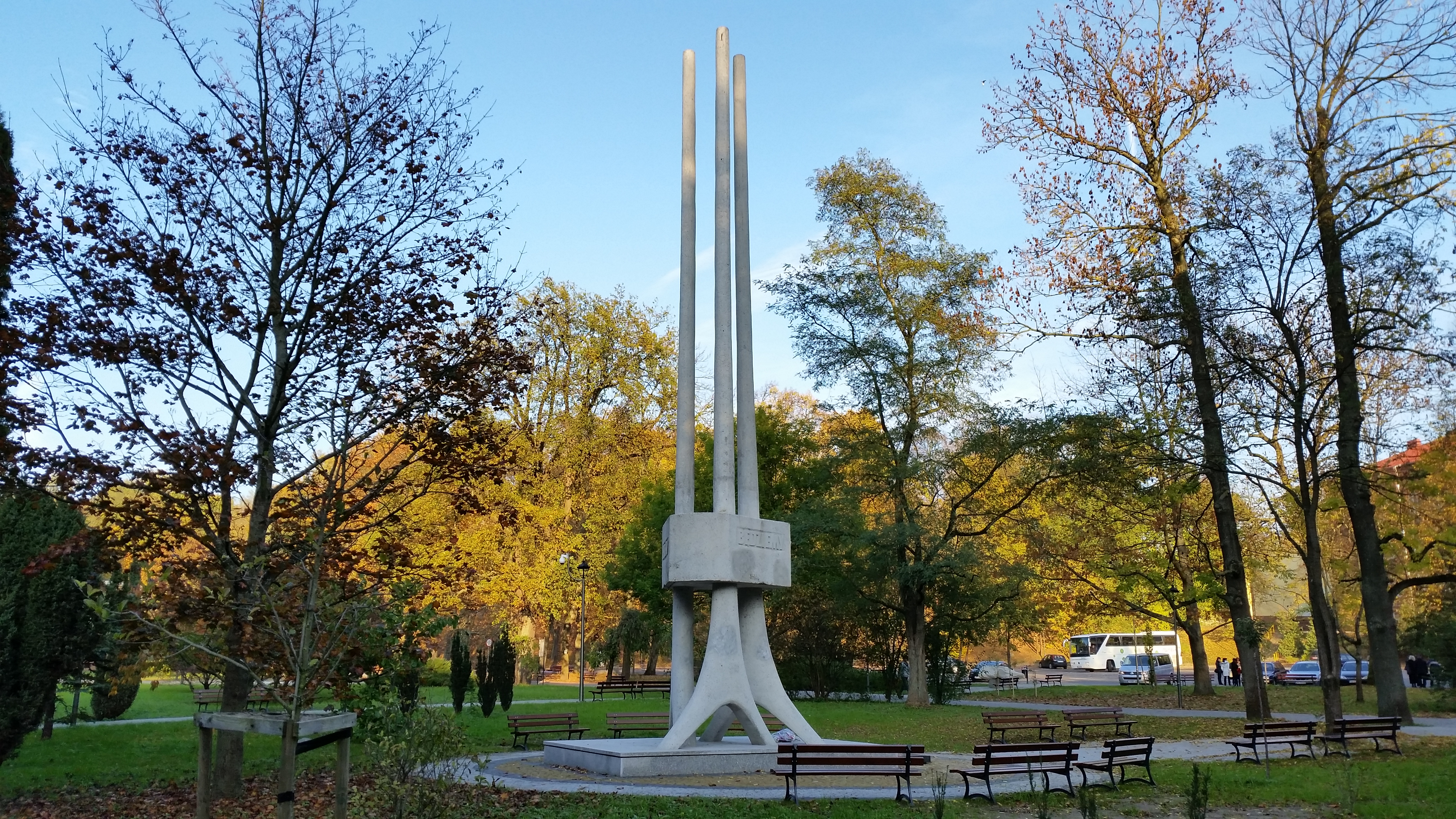
Pomnik „Byliśmy-Jesteśmy-Będziemy” w Koszalinie, przeniesiony z Rynku Staromiejskiego do Parku Książąt Pomorskich w 2014 roku

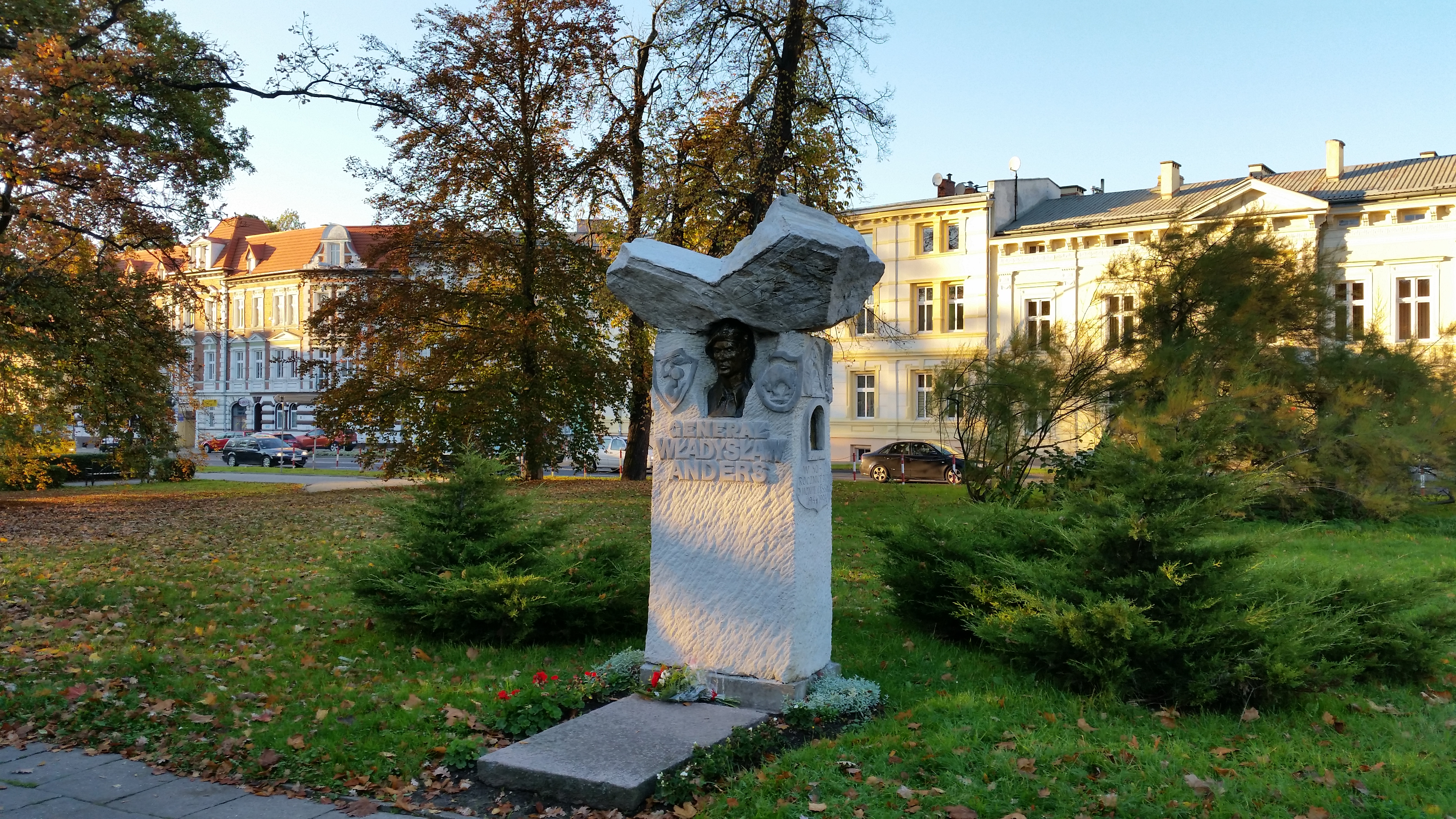
Pomnik gen. Władysława Andersa w Koszalinie

Lista pomników i miejsc pamięci narodowej w Koszalinie:
- „Byliśmy – Jesteśmy – Będziemy” – (cytat z powieści Stefana Żeromskiego „Wiatr od morza”) – pomnik, symbol miasta, odsłonięty w 1965 roku, poświęcony polskim historycznym zmaganiom o Pomorze oraz żołnierzom poległym w walkach o Pomorze w 1945 roku (w krypcie pod pomnikiem, ziemia z pól bitewnych). Twórcy pomnika: artysta rzeźbiarz Michał Józefowicz, architekci Andrzej Lorek i Andrzej Katzer.
- Płomienne ptaki  – pomnik autorstwa Władysława Hasiora, budowany w latach 1977–1980, następnie przerobiony na pomnik „Tym co walczyli o polskość i wolność ziem Pomorza”[2][3]. W czasie niektórych świąt wzniecany jest w nich płomień.
- Pomnik poświęcony „Mężczyznom, kobietom, dzieciom wywiezionym do łagrów północy dalekiego wschodu Kazachstanu”, „Zmarłym z głodu, zimna, prześladowań rozstrzelanym w masowych egzekucjach”, „Żołnierzom poległym na polu chwały” – pomnik przy katedrze
- Pomnik Braterstwa Broni zwany również Ku czci poległych żołnierzy radzieckich – odsłonięty na Cmentarzu Komunalnym, projekt zbiorowy Melchior Zapolnik, Michał Kuśnierz, Romuald Grodzki i Ryszard Moroz[4]. Pomnik został zniszczony w marcu 2022 roku[5].
- Pomnik Wdzięczności Armii Radzieckiej – odsłonięty w 1954 na placu Zwycięstwa, od 2003 znajduje się na Cmentarzu Komunalnym, projekt Franciszek Duszenka i Adam Haupt[4].
- Pomnik „Więzi Polonii z Macierzą” – odsłonięty w 1976 na placu Polonii przed Koszalińską Biblioteką Publiczną podczas III Światowego Festiwalu Chórów Polonijnych, projekt Romuald Grodzki
- Pomnik „Związku Polaków w Niemczech” – obelisk w Parku im. Tadeusza Kościuszki, projekt Zygmunt Wujek
- Pomnik Cypriana Kamila Norwida, popiersie – projekt i wykonanie Ferdynand Jarocha
- Obelisk Bohaterowi Obojga Narodów gen. Kazimierzowi Pułaskiemu – 4 lipca 1994 r.
- Pomnik ku pamięci Ludwika Zamenhofa
- Pomnik ku pamięci Żydów Koszalińskich pochowanych na Nowym Cmentarzu (1900–1938)
- Pomnik Jana Pawła II – odsłonięty 1 czerwca 1991 r.,
- Pomnik Żołnierzom polskim – powstańcom listopadowym, internowanym przez władze pruskie w 1931, budowniczym drogi przez Górę Chełmską
- Pamięci Janka Stawisińskiego – jednego z poległych górników
- Pomnik Witaj Jutrzenko Swobody – ku pamięci Adama Mickiewicza w 200. rocznicę urodzin
- Pomnik gen. Władysława Sikorskiego – odsłonięty 4 lipca 2003 r.,
- Pomnik Józefa Piłsudskiego – znajduje się na placu Zwycięstwa, został odsłonięty 11 listopada 2003 r., rzeźbę postaci Marszałka wykonał artysta plastyk Romuald Wiśniewski
- Pomnik odsłonięty w 85. rocznicę powstania PCK